# Aartsbisdom Omaha
Het aartsbisdom Omaha (Latijn: Archidioecesis Omahensis) is een rooms-katholiek aartsbisdom met als zetel Omaha, in de Amerikaanse staat Nebraska. De aartsbisschop van Omaha is metropoliet van de kerkprovincie Omaha, waartoe ook de volgende suffragane bisdommen behoren:
- Grand Island
- Lincoln

## Geschiedenis
Het aartsbisdom werd opgericht op 6 januari 1857, als het apostolisch vicariaat Nebraska, uit delen van het apostolisch vicariaat Indian Territory East of the Rocky Mountains. Op 2 oktober 1885 werd het verheven tot bisdom met de naam bisdom Omaha, en was suffragaan aan het aartsbisdom Dubuque. Op 4 augustus 1945 werd het verheven tot metropolitaan aartsbisdom. 
Het aartsbisdom verloor meermaals gebied bij de oprichting van het apostolisch vicariaat Montana (1883), en de bisdommen Cheyenne (1887), Lincoln (1887), en Kearney (1912).

## Parochies
Het aartsbisdom had in 2021 een oppervlakte van 36.392 km2 en telde 1.017.223 inwoners waarvan 23,2% rooms-katholiek was.

## Ordinarii

### Apostolisch vicarissen
- James Michael Myles O’Gorman (28 Jan 1859 - 4 Jul 1874)
- John Ireland (12 Feb 1875 - 28 Jul 1875)

### Bisschoppen
- James O’Connor (apostolisch vicaris: 30 juni 1876, bisschop: 2 oktober 1885 - 27 mei 1890)
- Richard Scannell (30 januari 1891 - 8 januari 1916)
- Jeremiah James Harty (16 mei 1916 - 29 oktober 1927; aartsbisschop op persoonlijke titel)
  - Francis Joseph Beckman (apostolisch administrator: 1 juni 1926 - 4 juli 1928)
- Joseph Francis Rummel (30 maart 1928 - 9 maart 1935)

### Aartsbisschoppen
- James Hugh Ryan (bisschop: 3 augustus 1935, aartsbisschop: 4 augustus 1945 - 23 november 1947)
- Gerald Thomas Bergan (7 februari 1948 - 11 juni 1969)
- Daniel Eugene Sheehan (11 juni 1969 - 4 mei 1993; hulpbisschop sinds 4 januari 1964)
  - Anthony Michael Milone (hulpbisschop: 10 november 1981 - 14 december 1987)
- Elden Francis Curtiss (4 mei 1993 - 3 juni 2009)
- George Joseph Lucas (3 juni 2009 - heden)

## Galerij van afbeeldingen

Wapen van het aartsbisdom
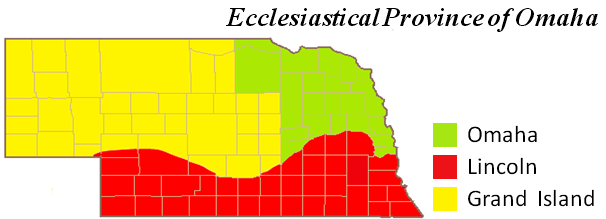
Kerkprovincie met aartsbisdom en suffragane bisdommen
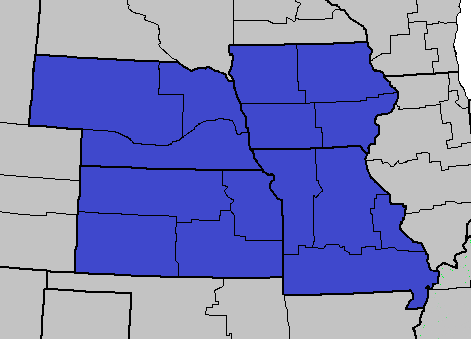
Regio IX van de Amerikaanse bisschoppenconferentie
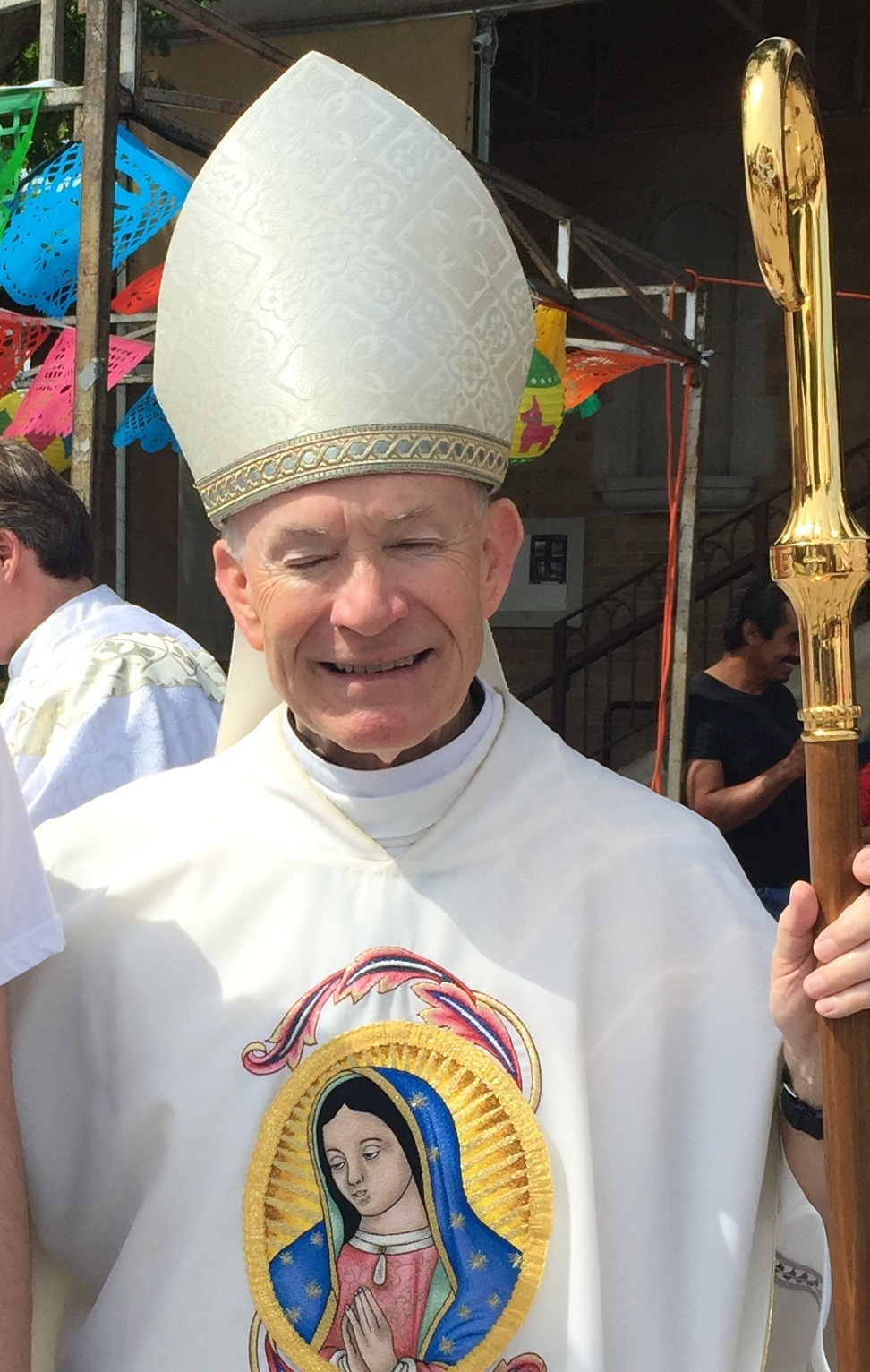
Aartsbisschop George Joseph Lucas (2009-heden)

Omaha (aartsbisdom) · Grand Island · Lincoln